# Kloster Sacramenia

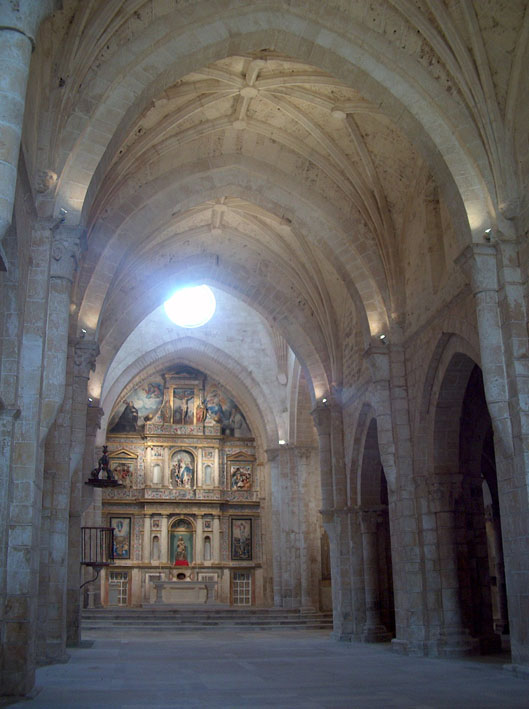
Mittelschiff

Das Kloster Sacramenia (Santa María la Real de Sacramenia) ist eine ehemalige Zisterzienserabtei zwei Kilometer von Sacramenia im Nordosten der Provinz Segovia in Kastilien-León in Spanien.

## Geschichte

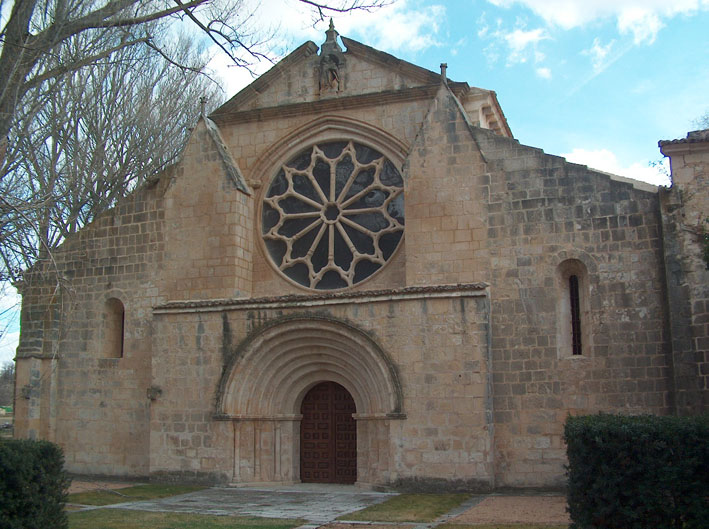
Fassade der Kirche

Das Kloster wurde 1141 von Alfons VII. von Kastilien gestiftet und 1142 von Mönchen aus der Abtei Kloster L’Escaladieu der Filiation der Primarabtei Kloster Morimond besetzt. 1498 wurde das Kloster Sotos Albos als Priorat übernommen. 1647 wurde es bei einem Brand teilweise zerstört. In der Klosteraufhebung unter der Regierung von Juan Álvarez Mendizábal wurde das Kloster im Jahr 1835 aufgelöst. Kreuzgang, Kapitelsaal und Refektorium der Anlage wurden 1925 in die Vereinigten Staaten von Amerika verkauft und in North Miami Beach in Florida wieder aufgebaut, wo Räume zur St. Bernard de Clairvaux Church gehören.

## Bauten und Anlage

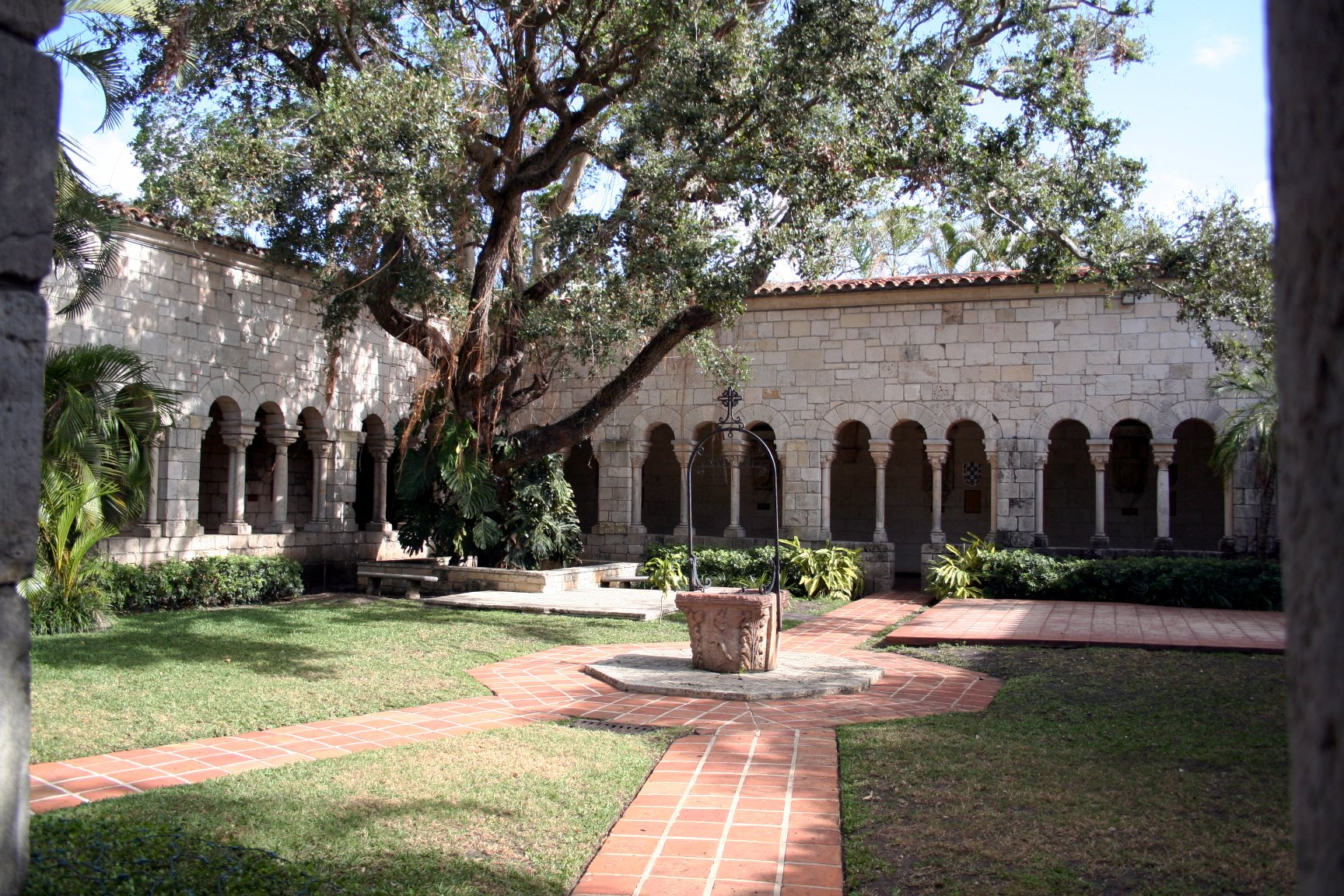
Widererrichteter Kreuzgang in Florida

Die kreuzgratgewölbte Kirche von 56 m Länge und 37 m Breite bildet ein lateinisches Kreuz mit drei Schiffen zu je sechs, von Pfeilern mit Veretalkapitellen getragenen Jochen im Langhaus, einem Querhaus und einem Chorhaupt mit fünf Apsiden. Die Ostteile sind von einer Spitztonne überwölbt. Die Westfassade enthält über dem rundbogigen Portal mit sieben Archivolten eine große, zwölfstrahlige Rosette.